# Priopoda miyoshii
Priopoda miyoshii är en stekelart som först beskrevs av Tohru Uchida 1930.  Priopoda miyoshii ingår i släktet Priopoda och familjen brokparasitsteklar. Inga underarter finns listade i Catalogue of Life.